# Miami (tribo)
Os Miami são uma tribo ameríndia algonquina, cujo nome provém do chippewa omaugeg, “povo da península”. Os europeus chamaram-lhes Twightwees, que possivelmente procederá de twah twah, canto do cisne, e por confusão com tawa “nu” foram chamados Naked Indians, índios nus. Dividiam-se em seis grupos: Atchatchatkangouen, Kelatika, Mengakonkia, Pepicokia, Wea (de wawiatenong) e Piankashaw. Estes dois ramos independentizaram-se como tribos.

## Localização
Os Miami viviam a sul do Lago Michigan, no nordeste de Illinois e norte de Indiana, e nas margens do rio Kalamazoo. Os Wea viviam nas proximidades da atual Chicago, para onde se mudariam para a zona do rio Wabash. Quanto aos Piankashaw, viviam no Wabash inferior. Actualmente, as três tribos vivem em Oklahoma.

## Demografia
Em 1695 eram cerca de 4 500 indivíduos, mas o número diminuiu enormemente já que em 1887 apenas se listaram 64 nomes no rol tribal (350 na subagência Quapaw). Em 1937 eram 1390 e em 1960 totalizavam-se 305 Miami e 700 Wea no estado de Oklahoma. Em 1990 eram cerca de 500 no Oklahoma, mas segundo Asher em 1980 seriam cerca de 2 000 com os Illinois, os Wea e os Piankashaw.
Segundo dados do Bureau of Indian Affairs de 1995, na Reserva Miami de Oklahoma havia 341 habitantes (1574 no rol tribal). Segundo o censo dos Estados Unidos de 2000, estavam recenseados 6 417 Miami.

## Costumes
O sistema social dos Miami baseava-se em clãs exogâmicos, e os chefes dos clãs também eram membros do conselho do povo. Um deles era escolhido como líder civil. O líder guerreiro era escolhido pela sua habilidade de combate, e dirigia as incursões.
O principal alimento da sua dieta era um particular tipo de milho, considerado melhor que o que cultivavam os seus vizinhos. Durante o verão ocupavam povoados permanentes de carácter agrícola, e durante o inverno deslocavam-se para as planícies com outras tribos, a fim de caçar o bisonte. Viviam em habitáculos cobertos de matagal, similares aos das tribos das proximidades, e cada povoado tinha uma casa grande onde celebravam conselhos e outras cerimónias. Os Piankashaw eram no entanto mais parecidos culturalmente aos Kickapoo e aos Winnebago. Também celebravam o Midewiwin ou Grande Sociedade de Medicina, organização secreta onde os membros se criam capazes de proporcionar bem-estar à tribo e curar a melancolia. Eram importantes nas cerimónias os amuletos medicinais sagrados e outros objetos mágicos.

## História

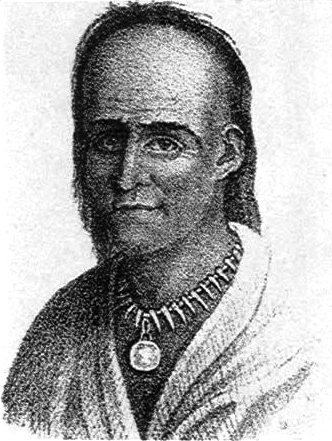
Litografia de Little Turtle, alegadamente baseada num retrato perdido feito por Gilbert Stuart, destruído no Incêndio de Washington perpetrado pelos britânicos em 1814

Quando em 1658 o francês Gabrielle Druillettes os visitou, estavam estabelecidos em Green Bay (Wisconsin), mas até 1670, pressionados pelos Sioux, Confederação Iroquesa, Chippewa e outras tribos, partiram para a região onde hoje é Detroit e as margens dos rios Fox e Saint Joseph.
Mantinham boas relações com os Ottawa, Chippewea e Potawatomi, formando a Liga dos Seis Fogos com o fim de se defenderem dos Iroqueses. Em 1748 assinaram com os britânicos o Tratado de Lancaster. Assim, em 1748-1752 o líder La Demoiselle ou Old Briton dirigiu a partir da cidade de Pickawillany uma revolta contra os franceses, confederado com os Wea, Ottawa, Potawatomi, Piankashaw e Kickapoo. Porém, Charles Langlade atacou a cidade e queimou vivo o líder revoltoso.
Durante a revolta de Pontiac em 1763, estiveram contra os ingleses. Durante a Guerra da Independência dos Estados Unidos ajudaram a Grã-Bretanha, liderados por Little Turtle, e recusaram pactuar com os colonos; entre 1783 e 1790 mataram 1 500 colonos. Em 1790 Little Turtle venceu Josiah Harmar, e, em 2 de novembro de 1791, Arthur Saint Clair, provocando 600 mortos e 300 feridos. Little Turtle tentou então uma paz honrosa, mas o seu lugar-tenente Turkey Foot foi vencido e morto por Anthony Wayne em Fallen Timbers em 1792. Isto obrigá-los-ia em 1795 a assinar o Tratado de Greenville, pelo qual tiveram de ceder o Ohio meridional e oriental.
Durante 1812, apesar da oposição de Little Turtle, ajudaram Tecumseh até terem sido vencidos por Anthony Wayne em Mississimewa.
Entre 1790 e 1840 assinaram mais de 50 tratados. No de 3 de agosto de 1795 os Miami e os Wea tinham liberdade de caça nas terras cedidas aos Estados Unidos, e no de 22 de julho de 1814 ajudaram os Estados Unidos contra os britânicos. Em 2 de outubro de 1818 os Wea e os Piankashaw assinaram outro tratado, o qual lhes garantia o uso pacífico da terra, mas em 1820 tiveram de vender as tierras no Illinois e partir para o Missouri, e em 1832 para o Kansas. Pelo tratado de 1838 saíram do Kansas, exceto um grupo que permaneceu em Richardville, Godfroy e Meshekumnoquah (Indiana), onde ainda vivem os seus descendentes. Em 28 de novembro de 1840 assinaram o Tratado de Forks of Wabash (Indiana), pelo qual foram para o condado de Miami (Kansas), mas uns 300 foram levados para Morais des Cignes em 1843 em condições desastrosas.
Os Miami cederam ou transferiram a maioria do Indiana numa série de tratados antes e depois da Guerra de 1812. Euro-americanos que se estabeleceram na região perturbaram o seu modo de vida, levando a tempos de violência. Os chefes Richardville e Lafontaine lideraram a resistência à remoção dos Miami até 1846. Os chefes Miami negociaram a migração de metade da tribo no Caminho das Lágrimas (Trail of Tears) e deram refúgio a muitos que regressaram do Kansas.
Em 1867 os Miami, Wea e Piankashaw, juntamente com os Peoria e outros, mudaram-se para território índio no Oklahoma e foram recolocados no condado de Ottawa, e o resto para Quapaw Agency em 1873, onde vivem hoje em dia. Não têm terra tribal, mas sim privada, já que a lei de 1887 (Allotment Act) lhes parcelou as terras. Além disso, um grupo hostil partiu para a Califórnia, onde cerca de 150 descendentes vivem em duas reservas. Em 30 de outubro de 1931 a tribo dos Miami recebeu uma constituição tribal das mãos do chefe Harley Palmer.

## Lista de Miamis
- Little Turtle
- Jean Baptiste Richardville
- Francis Godfroy

## Ligações
- Página Oficial da Nação Miami